# Adjoint de direction en accueil collectif de mineurs
L'adjoint de direction en accueil collectif de mineurs est une personne qui seconde un directeur d'accueil collectif de mineurs.
La réglementation en vigueur en France impose leur présence au sein de l'équipe d'encadrement, dès que lorsque le nombre d'enfants accueillis est supérieur à 100. Il en faut alors un par tranche de 50 mineurs.